# Leroy Carr
Leroy Carr (27. března 1905 Nashville, Tennessee, USA – 29. dubna 1935 Indianapolis, Indiana, USA) byl americký bluesový zpěvák, klavírista a hudební skladatel. Spolupracoval s Scrapper Blackwellem. V roce 1982 byl posmrtně uveden do Blues Hall of Fame.